# Lampetis chiapaneca
Lampetis chiapaneca es una especie de escarabajo del género Lampetis, familia Buprestidae. Fue descrita científicamente por Corona en 2004.